# Quercus castanea
Espèce
Statut de conservation UICN

 LC  : Préoccupation mineure
Quercus castanea est une espèce de plantes à fleurs de la famille des Fagaceae du sous-genre Quercus et de la section Lobatae. C’est un arbre présent au Mexique, au Guatemala et au Salvador.

## Distribution
Cette espèce Quercus castanea se rencontre au Guatemala, Mexique et au Salvador.

## Taxonomie
Le nom correct complet (avec auteur) de ce taxon est Quercus castanea Née,.

### Synonymie
Quercus castanea a pour synonymes :
- Quercus alamosensis Trel.
- Quercus axillaris E.Fourn.
- Quercus axillaris E.Fourn. ex Trel.
- Quercus castanea var. elliptica Trel.
- Quercus castanea var. sublobata A.DC.
- Quercus circummontana Trel.
- Quercus consociata Trel.
- Quercus crassivenosa Trel.
- Quercus impressa Trel.
- Quercus lanigera f. sideroxyloides Trel.
- Quercus lanigera M.Martens & Galeotti
- Quercus mucronata Willd.
- Quercus pulchella Bonpl.
- Quercus pulchella Kunth
- Quercus rossii f. arsenei Trel.
- Quercus rossii Trel.
- Quercus scherzeri Trel.
- Quercus seleri Trel.
- Quercus serrulata Trel.
- Quercus simillima Trel.
- Quercus spathulistipula Trel.
- Quercus subcrispata Trel.
- Quercus tepoxuchilensis f. perplexans Trel.
- Quercus tepoxuchilensis Trel.
- Quercus tristis f. mixcoensis Trel.
- Quercus tristis f. niederleinii Trel.
- Quercus tristis f. sublobata (A.DC.) Trel.
- Quercus tristis f. vulcani Trel.
- Quercus tristis var. vulcani Trel.
- Quercus tristis Liebm.
- Quercus verrucosirama Trel.

### Publication originale
- (es) Luis Née, « Descripcion de varias especies nuevas de Encina (Quercus de Linneo) », Anales de Ciencias Naturales, Madrid, vol. 3,‎ 1801, p. 260-278 (ISSN 1132-7480, lire en ligne, consulté le 1er août 2023).